# 平石博一
平石 博一（ひらいし ひろかず、1948年1月3日 -　 ）は、日本の作曲家。

## 略歴
千葉県出身。独学で作曲を修得し、CM等商業音楽系の制作スタジオで、作曲、編曲、レコーディングの指揮をするようになる。1972年、ミュージック・スペースで作品を初めて発表して以来、一貫してミニマル・ミュージック的な作風を追及してきた。作品は、ピアノ曲などの独奏曲、弦楽四重奏をはじめとする室内楽からオーケストラ、さらに電子音楽にまで及び、1993年制作の「回転する時間（とき）」では、ある種のテクノ・ミュージック、ハウス・ミュージックとも呼べる新しい境地を開拓している。1999年の秋から2000年の夏にかけてACC（ASIAN CULTURAL COUNCIL／An Affiliate of the Rockefeller Brothers Fund）の奨学金を得てニューヨークに滞在、パフォーマンス等を行った。

## 主な作品

### 管弦楽曲
- 1984 時が過ぎゆくように～室内オーケストラのために～
- 1991 音の彼方に
- 1997 ドリームスケイプ Dreamscape

### 室内楽曲・独奏曲
- 1972 4人のヴァイオリン奏者のために (4Vn)
- 1972 グリーン・フォー・エヴァー Green for ever ... (Fl, 2Vn, Va, Vc, 3Perc, Pf)
- 1973 タイム Time (Pf, El-Pf, El-G, El-B, Ds, El-Vn, 3F-Vo)
- 1974 ナチュラリー Naturally (El-Pf, 4Perc, Sound effect)
- 1975 プリズマティック・パルセイション Prismatic Pulsation（Sq）
- 1975 九十九折一番（Pf）
- 1977 プリズマティック・アイ Prismatic Eye（Sq＋4Tb）
- 1980 鏡（2Vn）
- 1982 ウィングス Wings（4Va）
- 1982 スティル・ライフ Still Life (Pf)
- 1983 アドホックス Adhocs (Va, Cl, Tb, Pf)
- 1987 スクエア SQUARE (Sq)
- 1987 九十九折二番 (Pf)
- 1988 プリズマティック・パルセイション II Prismatic Pulsation II (Sq)
- 1990 プリズアティック・サウンド・スケイプ Prismatic Soundscape (Sq)
- 1990 ロッキング・サウンドスケイプ Rocking Soundscape (Pf)
- 1991 九十九折三番 (Pf)
- 1992 ア・レインボウ・イン・ザ・ミラー A Rainbow in the Mirror (Pf)
- 1993 曲がった小道で (Pf)
- 1995 風光る時 (Pf)
- 1995 響きは大気の彼方からやってくる (Pf)
- 1995 回る舗道 (Pf)
- 1995 水たまり (Pf)
- 1996 水は木の葉の上をすべる (Va, Vc, Vib, Pf)
- 1999 結晶体 (Pf)
- 2002 この風は新たな光を放つだろう (Keyb, Harm-ens, Vo.)

### 吹奏楽曲
- 1978 ウォーキング・イン・スペース Walking in Space
- 1994 時は時の向こうにある
- 2006 水を抜けて

### 電子音楽・テープ作品
- 1975 シンクロナイズド・ストライク・ゾーン Synchronized Strike Zone
- 1993 回転する時間（とき）
- 1995 声は旋回する
- 1995 ティンパニはバケツに寄り添う
- 1996 球体のまんだらとアリのミメーシス

## =出典
1. ↑  「音楽芸術」別冊『日本の作曲20世紀』音楽之友社、1999年、212頁。
2. ↑  細川周平・片山杜秀監修『日本の作曲家－近現代音楽人名事典』日外アソシエーツ、2008年、555頁。